# Baratha
Baratha is een geslacht van kreeftachtigen uit de klasse van de Malacostraca (hogere kreeftachtigen).

## Soorten
- Baratha peena Bahir & Yeo, 2007
- Baratha pushta Bahir & Yeo, 2007